# Ферні (Південна Дакота)
Ферні (англ. Ferney) — переписна місцевість (CDP) в США, в окрузі Браун штату Південна Дакота. Населення — 42 особи (2020).

## Географія
Ферні розташоване за координатами 45°20′4″ пн. ш. 98°5′38″ зх. д. / 45.33444° пн. ш. 98.09389° зх. д. (45.334553, -98.093868).  За даними Бюро перепису населення США в 2010 році переписна місцевість мала площу 2,60 км², уся площа — суходіл.

## Демографія
Згідно з переписом 2010 року, у переписній місцевості мешкали 43 особи в 21 домогосподарстві у складі 12 родин. Густота населення становила 17 осіб/км².  Було 24 помешкання (9/км²).
Расовий склад населення:
| - 97,7 % — білих |

До двох чи більше рас належало 2,3 %. Частка іспаномовних становила 0,0 % від усіх жителів.
За віковим діапазоном населення розподілялося таким чином: 16,3 % — особи молодші 18 років, 60,4 % — особи у віці 18—64 років, 23,3 % — особи у віці 65 років та старші. Медіана віку мешканця становила 49,3 року. На 100 осіб жіночої статі у переписній місцевості припадало 138,9 чоловіків;  на 100 жінок у віці від 18 років та старших — 140,0 чоловіків також старших 18 років.
Цивільне працевлаштоване населення становило 30 осіб. Основні галузі зайнятості: роздрібна торгівля — 100,0 %.